# Maçka

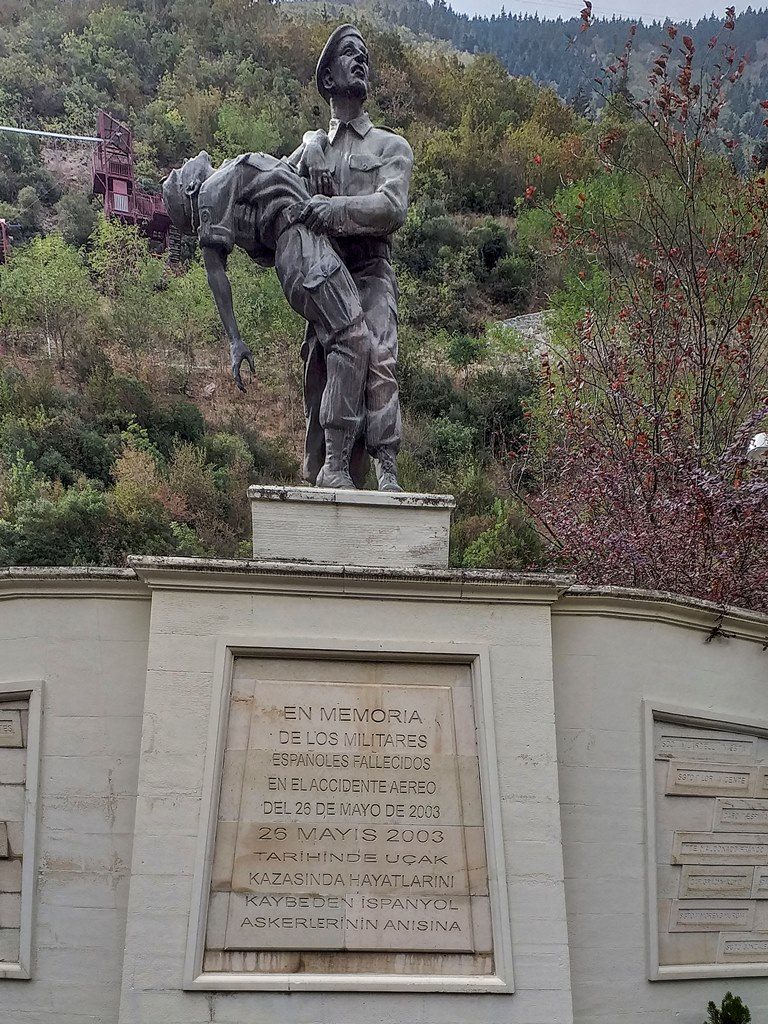
Monumento del accidente del Yakolev-42 en Maçka

Maçka (griego: Ματζούκα, romanizado: Matzoúka, el "club"; en laz: მაჩხა Maçxa) es una ciudad y distrito de la provincia de Trebisonda en la región turca del Mar Negro. El nombre deriva del griego medieval Matzuca, que era una de las provincias del Imperio de Trebisonda. En época otomana, la zona formaba la nahiya de Matzuca.
Maçka se caracteriza por sus montañas y profundos valles creados por el río Değirmendere. En el término municipal se encuentran los monasterios de Sumela y Vazelon.
En los alrededores de Maçka se produjo en 2003 el accidente del Yak-42.